# Бальрехтен-Доттинген
Бальрехтен-Доттинген (нем. Ballrechten-Dottingen) — община в Германии, в земле Баден-Вюртемберг. 
Подчиняется административному округу Фрайбург. Входит в состав района Брайсгау — Верхний Шварцвальд.  Население составляет 2303 человека (на 31 декабря 2010 года). Занимает площадь 6,62 км².